# 济南站 (平安南道)
濟南站（韓語：제남역）是朝鮮民主主義人民共和國平安南道德川市濟南洞的一個鐵路車站，属于平德线。

## 邻近车站
平德线
南德站 - 濟南站 - 南德川站